# 臨晋県 (山西省)
臨晋県（りんしん-けん）は中華人民共和国山西省にかつて存在した県。現在の運城市臨猗県西部に相当する。
596年（開皇16年）、隋朝により設置された桑泉県を前身とする。唐代になると天宝年間に臨晋県と改称された。1954年、猗氏県と統合され臨猗県と改編された。